# Альяно-Терме
Альяно-Терме (італ. Agliano Terme, п'єм. Ajan) — муніципалітет в Італії, у регіоні П'ємонт, провінція Асті.
Альяно-Терме розташоване на відстані близько 470 км на північний захід від Рима, 55 км на південний схід від Турина, 13 км на південь від Асті.
Населення — 1679 осіб (2014).
Щорічний фестиваль відбувається 25 липня. Покровитель — San Giacomo Maggiore.

## Демографія
Населення за роками:

Станом на 1 січня 2023 року в муніципалітеті офіційно проживали 204 іноземці з 20 країн, серед них 113 громадян країн Євросоюзу.

## Сусідні муніципалітети
- Калоссо
- Кастельнуово-Кальчеа
- Костільйоле-д'Асті
- Моаска
- Монтегроссо-д'Асті